# Helge Krog
Helge Krog (Oslo, 1889 – 1962) è stato un drammaturgo norvegese.
Tra i maggiori esponenti della letteratura norvegese nel primo dopoguerra, ebbe una visione marxista della vita e introdusse nelle sue opere un acceso senso di contestazione contro i valori tradizionali.
Tra i suoi migliori drammi si ricordano Il grande Noi (1919), La conchiglia (1929), Per via (1931) e Partenza (1936).